# 武陵山镇
武陵山镇，是中华人民共和国重庆市涪陵区下辖的一个乡镇级行政单位。原为武陵山乡，2024年撤乡设镇。

## 行政区划
武陵山镇下辖以下地区：
百花村、石夹沟村、武陵山村、金子山村和角帮寨村。